# Bjørn Kristiansen
Bjørn Kristiansen (1970) è un ex fondista norvegese.

## Biografia
In Coppa del Mondo ottenne il primo risultato di rilievo il 4 febbraio 1995 a Falun (32°) e l'unico podio il 12 febbraio 1995 a Oslo (3°). Non partecipò né a rassegne olimpiche né iridate.

## Palmarès

### Coppa del Mondo
- Miglior piazzamento in classifica generale: 61º nel 1996
- 1 podio (a squadre[1]):
  - 1 terzo posto